# 半壁店行宫
半壁店行宫，位于北京市房山区长沟镇南正村西，是清朝所建的皇家行宫。

## 简介
半壁店行宫建于清朝，是清朝皇帝谒西陵时的驻跸之所。清朝自北京到西陵沿途共建有4座行宫，即黄新庄行宫、半壁店行宫、秋澜行宫、梁格庄行宫。梁格庄行宫是其中唯一保存至今的行宫，其他三座行宫已无存。
半壁店行宫是清朝皇帝谒西陵时的重要一站。例如嘉庆十六年（1811年）三月十八日，嘉庆帝自京城启銮，恭谒西陵，并且巡幸五台山。嘉庆帝沿途经黄新庄行宫、半壁店行宫、秋澜行宫、梁格庄行宫，于嘉庆十六年三月二十二日至泰陵，行礼躬奠。后经东北溪御营、王快镇御营、法华村御营、大教场行宫、台麓寺行宫、白云寺行宫，于嘉庆十六年闰三月三十日抵达台怀镇，驻跸菩萨顶行宫。
半壁店行宫的建筑已全部无存。中华民国时期，行宫东西长廊墙上镶嵌的28块石刻乾隆御制诗碑迁到长沟镇西长沟村的西长沟小学的一座教室，大部分镶在该教室内裙墙上，其他少部分镶在该教室外墙上。每块碑石长2米，高1.2米。1986年9月8日，作为“乾隆御笔碑”被公布为北京市房山区文物保护单位。